# Drevsjön (Almundsryds socken, Småland)
Drevsjön är en sjö i Tingsryds kommun i Småland och ingår i Mieåns huvudavrinningsområde. Sjön har en area på 0,186 kvadratkilometer och ligger 123,9 meter över havet. Sjön avvattnas av vattendraget Mieån. Vid provfiske har bland annat abborre, braxen, gers och gädda fångats i sjön.

## Delavrinningsområde
Drevsjön ingår i det delavrinningsområde (626285-143631) som SMHI kallar för Ovan 625889-143765. Medelhöjden är 142 meter över havet och ytan är 18,43 kvadratkilometer. Det finns inga avrinningsområden uppströms utan avrinningsområdet är högsta punkten. Avrinningsområdets utflöde Mieån mynnar i havet. Avrinningsområdet består mestadels av skog (66 procent) och öppen mark (15 procent). Avrinningsområdet har 0,93 kvadratkilometer vattenytor vilket ger det en sjöprocent på 5,1 procent.

## Fisk
Vid provfiske har följande fisk fångats i sjön:
- Abborre
- Braxen
- Gärs
- Gädda
- Karpfisk obestämd
- Mört
- Sarv
- Sutare